# Official Charts Company
Die Official Charts Company (früher bekannt als Chart Information Network und The Official UK Charts Company) ist eine Institution, welche mehrere offizielle Musikcharts im Vereinigten Königreich, darunter die Album- und Singlecharts, die Download-Charts sowie genre-spezifische Charts herausgibt. Auch ist die Official Charts Company Herausgeber der Schottischen Album- und Singlecharts, welche jeweils die meistverkauften Tonträger in Schottland listet. Die OCC gab einige Zeit lang auch die walisischen Charts heraus. Seit Mai 2012 gibt die OCC die UK Streaming Charts heraus, welche sich aus der Anzahl der Streams verschiedener Anbieter wie Deezer, Spotify, Napster und We7 errechnet.
Die Official Charts Company veröffentlicht seit dem 1. Juli 1997 die offiziellen Musikcharts im Vereinigten Königreich, allerdings unter dem Namen Chart Information Network. Die ältesten Chartpublikationen reichen allerdings bis ins Jahr 1952 zurück. Diese wurden vom New Musical Express herausgegeben. Auftraggeber zur Ermittlung der Chartlisten sind die British Phonographic Industry (BPI) und die Entertainment Retailers Association (ERA).
Die OCC stützt seine Publikationen durch das Sammeln und Kombinieren aller Umsatzdaten aus dem Einzelhandel durch die Marktforscher des Unternehmens Millward Brown. Die Official Charts Company behauptet, mehr als 90 Prozent des nationalen Musikmarktes abzudecken (99 Prozent der Single-Veröffentlichungen und 95 Prozent aller Album-Veröffentlichungen). Dabei wertet die OCC hauptsächlich Händler aus, die wöchentlich mehr als 100 Tonträger in einer Woche absetzen.

## Charts
| Charttitel             | Beschreibung |
| ---------------------- | --- |
| UK Singles Chart       | Die UK Singles Chart ist die offizielle Charts für die Singleverkäufe im Vereinigten Königreich. Es werden sowohl die Anzahl der verkauften Tonträger als auch die Download-Verkäufe gewertet. |
| UK Albums Chart        | Die UK Albums Chart ist das offizielle Ranking für Alben im Vereinigten Königreich. Hierbei werden sowohl die Verkäufe von Tonträger als auch digitale Downloadzahlen berücksichtigt.          |
| The Big Top 40 Show    | Inoffizielle Single Chart, die durch die 140 lokalen Radiostationen im Vereinigten Königreich bekanntgegeben werden. Dieses Ranking wird durch die Verkäufe über iTunes beeinflusst.           |
| UK Download Chart      | Diese Charts basiert lediglich auf die Downloadzahlen bei offiziellen Verkaufsanbietern. |
| UK Streaming Chart     | Errechnet sich aus der Anzahl der Streams innerhalb einer Woche bei verschiedenen Anbietern, wie Napster, Deezer, Spotify und We7.                                                             |
| UK R&B Chart           | Diese Charts zeigen die besten Singles und Alben aus den Genres R&B, Rap und Hip-Hop an. |
| UK Rock Chart          | Diese Charts geben die besten Singles und Alben aus dem Rockmusik-Genre an. |
| UK Indie Charts        | Ranking für die besten Singles und Alben aus dem Indie-Musikbereich. |
| UK Dance Chart         | Ranking für die besten Singles und Alben aus dem Dance. |
| Scottish Singles Chart | Regionales Ranking. Zeigt die bestverkauften Singles speziell für Schottland an. |
| Scottish Albums Chart  | Regionales Ranking. Zeigt die bestverkauften Alben speziell in Schottland an |

Classic FM führte sowohl ein Ranking für klassische Musik als auch die jährlich verliehenen Classic FM Hall of Fame ein. Auch der Radiosender BBC Radio 3 führte ein Ranking für klassische Musik ein, die jeden Dienstag aktualisiert wird.